# 唐奈森 (愛荷華州)
唐奈森（英語：Donnellson）是一個位於美國愛荷華州李縣的城市。

## 地理
唐奈森的座標為40°38′36″N 91°33′54″W / 40.64333°N 91.56500°W，而該地的平均海拔高度為215米（即705英尺）。

## 历史
唐奈森于1892年10月25日成立，并以该地区的测量员Esten A. Donnell命名。唐奈森及周围的阿盖尔和蒙特罗斯社区归属于中央李社区学区，该学区于1986年合并。唐奈森是李县赛道的所在地，这是一条3 8英里(0.60公里)长的椭圆形土质赛道。

## 人口
根據2010年美國人口普查的數據，唐奈森的面積為3.26平方千米，當中陸地面積為3.26平方千米，而水域面積為0.00平方千米。當地共有人口912人，而人口密度為每平方千米279人。